# Luna, Apayao
Luna là một đô thị cấp ba ở tỉnh Apayao, Philippines. Theo điều tra dân số năm 2015, đô thị này có dân số 19.063 người trong.

## Các đơn vị hành chính
Luna, về mặt hành chính, được chia thành 22 khu phố (barangay).
| - Bacsay - Capagaypayan - Dagupan - Lappa - Marag - Poblacion - Quirino - Salvacion - San Francisco - San Isidro Norte - San Sebastian | - Santa Lina - Tumog - Zumigui - Cagandungan - Calabigan - Cangisitan - Luyon - San Gregorio - San Isidro Sur - Shalom - Turod |